# اسپلاتون
اسپلاتون (به انگلیسی: Splatoon) یک بازی ویدئویی در سبک تیراندازی سوم شخص که توسط نینتندو برای کنسول وی یو ساخته و منتشر شده‌است. بازی حول محور شخصیت‌هایی به نام «اینک‌لینگز» است که قادر به تغییر شکل ظاهری خود بین موجودی انسان‌نما و ماهی مرکب هستند. دو تیم در بازی وجود دارد، که هر کدام با «باکسی مالون»، اسلحه‌های رنگ‌پاش مسلح هستند که به جای کاستارد، رنگ شلیک می‌کنند. دو تیم برای پوشاندن میزان فضای بیشتری از زمین به رنگ اسلحهٔ خود، با یکدیگر به رقابت می‌پردازند. اسپلاتون در مه ۲۰۱۵، به‌طور انحصاری برای کنسول وی یو در سراسر جهان عرضه شد.